# Turn of the Screw
Turn of the Screw is het tweede en tevens meest recente studioalbum van de Amerikaanse punkband 1208. Het werd uitgegeven in februari 2004, en werd net zoals het voorgaande album Feedback is Payback door Epitaph Records uitgegeven.

## Nummers
1. "My Loss" - 3:30
2. "Fall Apart" - 3:08
3. "Tell Me Again" - 2:52
4. "Next Big Thing" - 3:04
5. "Time to Remember" - 2:33
6. "Smash the Badge" - 2:22
7. "Lost and Found" - 3:05
8. "Everyday" - 2:51
9. "From Below" - 2:36
10. "Hurts to Know" - 2:44
11. "All I Can Do" - 2:12
12. "Not You" - 3:14
13. "The Saint" - 3:12
14. "Turn of the Screw" - 1:56